# WTA Challenger Series 2015
In der folgenden Tabelle werden die Damentennis-Turniere der WTA Challenger Series der Saison 2015 dargestellt.
In diesem Jahr standen sechs Turniere dieser Kategorie auf dem Veranstaltungskalender. Das Preisgeld bei Challenger-Turnieren beträgt generell 125.000 US-Dollar.

## Turnierplan
| Datum                     | Ort      | Turnier                    | Belag             | Siegerin Einzel     | Siegerinnen Doppel               |
| ------------------------- | -------- | -------------------------- | ----------------- | ------------------- | -------------------------------- |
| 27. Juli – 2. August 2015 | Nanchang | Jiangxi Women’s Open       | Hartplatz         | Jelena Janković     | Chang Kai-chen Zheng Saisai      |
| 7. – 13. September 2015   | Dalian   | Dalian Women’s Tennis Open | Hartplatz         | Zheng Saisai        | Zhang Kailin Zheng Saisai        |
| 9. – 15. November 2015    | Limoges  | Engie Open de Limoges      | Hartplatz (Halle) | Caroline Garcia     | Barbora Krejčíková Mandy Minella |
| 9. – 15. November 2015    | Hua Hin  | Hua Hin Championships 2015 | Hartplatz         | Jaroslawa Schwedowa | Liang Chen Wang Yafan            |
| 16. – 22. November 2015   | Taipeh   | OEC Taipei WTA Challenger  | Teppich (Halle)   | Tímea Babos         | Kanae Hisami Kotomi Takahata     |
| 23. – 29. November 2015   | Carlsbad | Carlsbad Classic 2015      | Hartplatz         | Yanina Wickmayer    | Gabriela Cé Verónica Cepede Royg |